# Ede (Nigeria)
Ede – miasto w południowo-zachodniej Nigerii, w stanie Osun, przy linii kolejowej Lagos-Ibadan-Kaduna. Około 304,7 tys. mieszkańców.